# Niurka González
Niurka González Núñez (La Habana, 21 de marzo de 1977) es una flautista y clarinetista cubana.
Está casada con Silvio Rodríguez, creador (junto a otros cantautores) de la Nueva Trova Cubana, con el que ha participado en diversas giras durante los años 2006 y 2007.

## Biografía

### Estudios
Inicia sus estudios musicales en el Conservatorio "Manuel Saumell" en 1989 con las profesoras Luisa M. Hernández y María Isabel Castro.
Después de graduarse como flautista y clarinetista en el Conservatorio "Amadeo Roldán" en 1995 bajo la tutela de los profesores Halina Kusiak y Aldo Salvent, continuó sus estudios en el Instituto Superior de Arte de Cuba con los profesores Luis Bayard en flauta y Jesús Rencurrell en clarinete, obteniendo en 1999 el Diploma de Oro en la especialidad de Licenciada en Música con perfil en flauta. Al graduarse recibe una beca del Conservatorio de Paris donde continúa sus estudios. De gran importancia en su formación musical ha sido la guía del profesor de Música de Cámara Jorge Miguel Bueno. Ha recibido clases de los maestros Claudi Arimani de España y de Alain Marion y Sophie Cherrier, de Francia.

### Carrera musical
Destacan sus interpretaciones como solista en la Orquesta Sinfónica Nacional de Cuba dirigida por el maestro Leo Brouwer, e Iván del Prado, con la Banda Nacional de Conciertos dirigida por el Maestro español José Cerveró Pizarro y con la Orquesta de Cámara de la Comunidad Europea bajo la dirección del violinista noruego Eivind Aadland. Como integrante de un trío de música de cámara realiza, en 1994, una gira de conciertos por Barcelona, interviniendo como solista en un concierto patrocinado por la Fundación Phonos. 
Participó en el 48.º Concurso Internacional de Música Primavera de Praga, 1996 en la especialidad de flauta, así como en el XXXIII Concurso Internacional de Markneukirchen, 1998, en Alemania. 
Representó a Cuba en el VI Festival Internacional de Flautistas efectuado en Ecuador en junio de 1996 donde realizó conciertos e impartió clases magistrales. 
Ha ofrecido numerosos recitales en diversas salas de concierto en Cuba, Barcelona y Ecuador, lugares donde también ha realizado grabaciones para programas de radio y televisión. 
En verano de 1998 participó en la Academia Internacional de Música Pablo Casals en Prades, Francia, donde recibió clases del maestro András Adorján. 
Actualmente, además de continuar desarrollándose como solista, imparte clases de su especialidad en el Instituto Superior de Arte.

## Premios
- En 1991 y 1994 obtuvo el Gran Premio en el concurso "Amadeo Roldán", así como Mención a la Mejor Interpretación de Música Cubana.
- En 1993 recibió el Gran Premio en el VI Concurso y Jornada de Música de Cámara del Centro Nacional de Música de Conciertos donde se le otorga también la Mención a la Mejor Interpretación de Música Barroca y de Música Latinoamericana.
- La Unión Nacional de Escritores y Artistas de Cuba (UNEAC) le concede el Premio en el Concurso de Música de Cámara en Mención a la Maestría Interpretativa (1993).
- Premio en el IX Festival y Concurso de Música Contemporánea "José Ardevol" así como Mención a la Interpretación de una Obra Cubana.
- Primer Lugar y Mención a la Interpretación de una Obra Cubana en el Concurso Musicalia´95 del Instituto Superior de Arte.
- En 1997 obtiene el Primer Premio en el Conservatorio Superior de Música de París (C.N.R).

## Discografía
- CD Flauta virtuosa, UN-8020, Unicornio, Cuba, 2002.

### Colaboraciones
- 1999 - Mariposas (de Silvio Rodríguez)
- 2002 - Expedición (de Silvio Rodríguez)
- 2003 - Cita con ángeles (de Silvio Rodríguez)
- 2006 - Érase que se era (de Silvio Rodríguez)

- Datos: Q4143134